# 永川駅
永川駅（ヨンチョンえき）は、大韓民国慶尚北道永川市完山洞にある韓国鉄道公社の駅である。

## 利用可能な路線
- 韓国鉄道公社
  - 中央線
  - 大邱線（路線の終点だが、列車は中央線へ直通）

## 駅構造
- 島式ホーム2面4線の地上駅。

## 駅周辺
- 永川警察署駅前派出所
- 永川郵便局
- 完山洞住民センター
- 永川初等学校
- 国民銀行永川支店

## 歴史
- 1918年11月1日：朝鮮中央鉄道慶東線（狭軌線）の駅として開業。当時の旧永川駅は、現在の所在地の約3km南方にあった[1]。
- 1937年12月：現在地に開業。
- 1938年7月1日：大邱 - 永川間が標準軌に改軌。
- 同年12月1日：永川 - 友保間開業。
- 1939年6月1日：慶州 - 永川間が標準軌に改軌。

## 隣の駅
韓国鉄道公社
中央線
軍威駅 - (北永川駅) - 永川駅 - 阿火駅
大邱線
琴湖駅 - 永川駅